# Troubij
La Troubij (en ukrainien : Трубіж) ou Troubej (en russe : Трубеж) est une petite rivière d'Ukraine et un affluent de la rive gauche du Dniepr.

## Géographie
La Troubij est longue de 113 km et draine un bassin de 4 700 km2. Son débit moyen est de 3,7 m3/s mesuré à 12 km de l'embouchure. Elle est à sec de 24 à 83 jours chaque année.
Tout le cours de la Troubij se trouve en Ukraine. Elle se jette dans le réservoir de Kaniv, sur le cours du Dniepr. La Troubij arrose la ville de Pereiaslav (oblast de Kiev).
Elle ne doit pas être confondue avec la rivière Troubej, un petit cours d'eau de l'oblast de Iaroslavl, en Russie.